# Kirk Langley
Kirk Langley est une paroisse civile et un village du Derbyshire, en Angleterre.